# Unitree Robotics
Unitree Robotics (em chines simplificado :杭州宇树科技有限公司 ; chinês tradicional :杭州宇樹科技有限公司 ; pinyin :  ) é uma startup chinesa que desenvolve, constrói e vende robôs quadrúpedes, semelhantes ao Spot da Boston Dynamics por uma fração do preço (US$ 10.000 contra US$ 75.000).
Seu robô A1 realizou 80 cambalhotas no Consumer Electronics Show 2020 .

## Sistema Inteligente de Acompanhamento Lateral
Adote tecnologia de controle e posicionamento vetorial sem fio patenteada
1. O robô caminha ao lado de seu mestre humano, o que é muito melhor do que o modo convencional de seguir. Além disso, a interação homem-máquina é harmoniosa e segura.
2. Não precisa se preocupar com o robô, pois ele está bem ao seu lado.
3. Capaz de ajudar o robô a escolher a melhor rota em ambientes complexos.

## Produtos
- A1 : o mais ágil
- estrangeiro :
- Laikago :